# Überwachungskapitalismus
Überwachungskapitalismus (englisch surveillance capitalism) ist ein vor allem von der US-amerikanischen Wirtschaftswissenschaftlerin Shoshana Zuboff geprägter Begriff, unter dem sie ein marktwirtschaftliches kapitalistisches System versteht, das die mit technischen Mitteln von Menschen abgeschöpften persönlichen Daten dazu benutzt, Informationen über Verhaltensweisen zu sammeln, diese zu analysieren und für marktökonomische Entscheidungsfindungen aufzubereiten, um daraus Verhaltensvorhersagen generieren zu können und über deren Nutzung Gewinne zu erwirtschaften. Shoshana Zuboff nutzte den Begriff des Überwachungskapitalismus zum ersten Mal öffentlich in der zweiten Septemberwoche des Jahres 2014 bei ihrer Eröffnungsrede im M100 Sanssouci Colloquium in Potsdam.
Nach Zuboff weicht der Überwachungskapitalismus in wesentlichen Punkten von der jahrhundertelangen Entwicklung des Marktkapitalismus ab und stellt demokratische Normen in Frage.

## Grundlegendes
Für Zuboff lässt sich der Überwachungskapitalismus am besten als „Putsch von oben beschreiben, nicht des Staates, sondern als Umsturz der Souveränität des Volkes und als vorherrschende Kraft in dem gefährlichen Abdriften in Richtung demokratischer Entkonsolidierung, das die westlichen liberalen Demokratien jetzt bedroht.“ Sie sieht ihn als „totalitäres Projekt“.
Während „Überwachung“ (Surveillance) in der Regel von staatlichen Stellen und von den Geheimdiensten ausgeht, haben sich im Internet und darüber hinaus marktbeherrschende Unternehmen („Big Tech“) etabliert, die über die Internetnutzung, Nutzung von Social Media (Sozialen Medien), Telefonen, Fernseher, WLANs, Smart Homes, Kraftfahrzeugen und dem Internet der Dinge sowie über vielfältige Sensoren Benutzerdaten erfassen und diese über Big Data (Massendatenverarbeitung) analysieren, verarbeiten und für sich und andere Marktteilnehmer aufbereiten und nutzen. Die so erfassten Nutzerdaten gehen über das hinaus, worüber staatliche Behörden in der Regel verfügen, und da die Erfassung der Daten zielgerichtet und systematisch erfolgt, gleicht dies einer Überwachung zur Marktkapitalisierung der Nutzerdaten bei gleichzeitiger Entmündigung ihrer eigentlichen Besitzer.
Zuboff sieht die Grundlage der Entwicklung zum Überwachungskapitalismus in den revolutionären Veränderungen, die zu Beginn des 21. Jahrhunderts die Musikindustrie erschütterte und von Napster und vor allem von Apple geprägt wurden. War bis dahin die kapitalistische Marktwirtschaft davon geprägt, den Kunden durch Werbung und Angebot vorzuschreiben, was sie zu kaufen hätten, nutze Apple die neuen technischen Möglichkeiten mit seinen iPods, iTunes und später iPhones, den Kunden die Möglichkeit zu geben, individuell nach eigenen Wünschen Musikstücke zu erwerben und zu konsumieren, jederzeit, an jedem Ort und nach eigenem Gusto. Apple steigerte mit seinem Konzept die Zahl der Musikdownloads von fünf Millionen im ersten Monat auf bereits zwei Milliarden Downloads viereinhalb Jahre später Anfang 2007 und auf über 25 Milliarden heruntergeladene Musikstücke im Jahr 2013. Daraus entwickelte sich das Verhalten der Konsumenten „was-wann-wo-und-wie-immer-ich-will“.

Nach Zuboff gibt es zwei gegensätzliche historische Kräfte, die miteinander kollidieren: die eine, geprägt vom gesellschaftlichen Umorientierungsprozess, weg von der Fremdbestimmtheit, hin zur Selbstbestimmung, und die andere, bestimmt durch 

„… die jahrzehntelange Umsetzung des neoliberalen Paradigmas, seine politische Ökonomie und seine umwälzende Wirkung auf die Gesellschaft; das gilt insbesondere für sein Ziel, den Drang des Einzelnen nach psychologischer Selbstbestimmung und moralischem Handeln umzukehren, zu hemmen, ja zu ersticken …“

Mit der anfänglichen Entwicklung des Internets, der Suchmaschinen und der im Netz angebotenen Informationen und Waren sah es zunächst so aus, als wenn die Nutzer des Netzes selbstbestimmt von der Nutzung profitieren könnten. Doch spätestens mit dem Markteintritt von Google, Facebook, WhatsApp und Co. geriet nach Zuboff diese Sichtweise zur Illusion. Zunächst unbemerkt, doch dann zunehmend für die Öffentlichkeit klarer wurde der Tatbestand, dass die scheinbar kostenlosen Angebote einen Preis enthielten: die Aufgabe der Privatsphäre, wie Zuboff resümiert.

## Zur Theorie
Überwachungskapitalismus ist nach Zuboff eine neue Marktform, die einerseits der bekannten Logik der Akkumulation von Kapital folgt, anderseits aber auf der kommerziellen Monetarisierung des Wissens über das aktuelle Verhalten der Konsumenten basiert und die Möglichkeit der Beeinflussung des Verhaltens der Konsumenten in der Zukunft miteinschließt, um auch zukünftig Einnahmequellen erschließen zu können. Private menschliche Erfahrungen werden, so Zuboff, als frei zugängliches Rohmaterial behandelt: Aus heimlicher Verhaltensbeobachtung würden Prognosen gewonnen und auf den neuen Märkten verkauft („Verhaltensprodukte“). Unter Umgehung des individuellen Bewusstseins werde ohne entsprechende Autorisierung (unter „Selbstautorisierung“) ein Einfluss auf das Verhalten Anderer ausgeübt, der dazu diene, den eigenen Profit und die eigene Macht zu vergrößern. Ihrer Ansicht nach lässt der Begriff Big Data die Gesellschaft über seine wahren Hintergründe im Unklaren und wird euphemistisch verwendet, soll damit doch das systematische Abschöpfen und Verarbeiten von persönlichen Daten ohne Einwilligung des Einzelnen verschleiert werden. Sie weist auf einen Deal unter den Rivalen Google und Microsoft aus dem Jahr 2016 hin, in dem sie beschlossen, gegenseitige Kartellprozesse zu vermeiden, um einer drohenden Regulierung des Marktes zu entgehen. Sie bestätigten damit, so Zuboff, dass ein scheinbar demokratischer, aber unregulierter Markt ihre Interessen in Bezug auf das Abschöpfen von persönlichen Daten begünstigen würde.

## Zuboffs Kritik

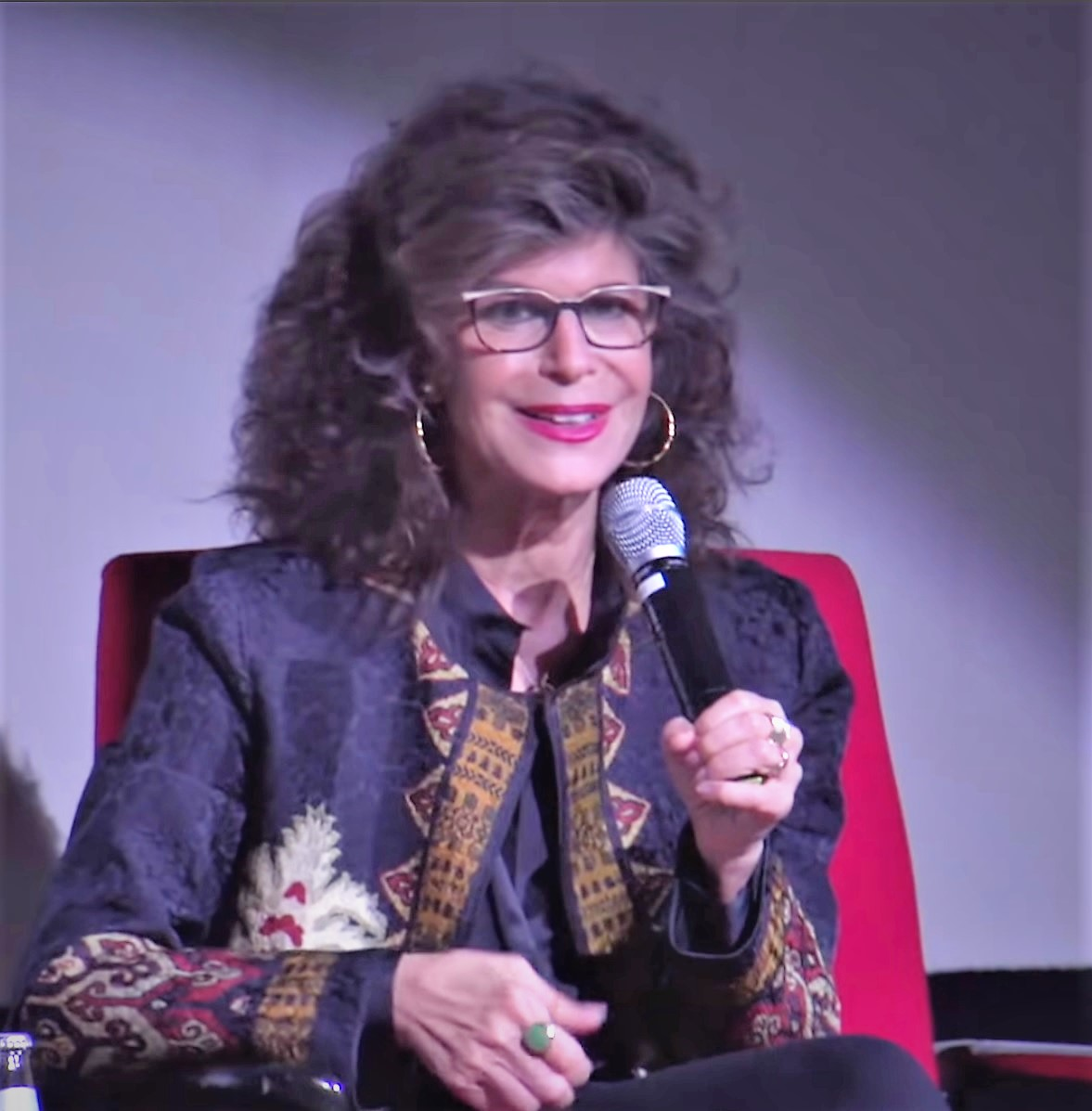
Shoshana Zuboff, die den Begriff Überwachungskapitalismus maßgeblich geprägt hat

Zuboff kritisiert, dass diese neue Form des informationellen Kapitalismus zum Ziel hat, menschliches Verhalten vorherzusagen und zu modifizieren, um Einnahmen und Marktbeherrschung zu produzieren. Sie macht in ihren Veröffentlichungen deutlich, dass die fehlende Regulierung des Marktes den Internetunternehmen die Möglichkeit gibt, frei zu entscheiden, welche Daten sie wie auf welchem Wege von ihren Nutzern generieren und wie sie die Daten verwenden dürfen. Damit würden die Unternehmen die Zukunft nach ihren Vorstellungen deklarieren und Tatsachen schaffen. Sie kritisiert, dass Nutzer zu unbezahlten Arbeitskräften gemacht werden, indem sie ihre Daten liefern und sich dabei enteignen lassen. Zuboff benutze in diesem Zusammenhang zwei weitere Begriffe, um deutlich zu machen, um was es sich handelt. Sie bezeichnet die abgeschöpften Daten als „Überwachungsgüter“ (surveillance assets) und das damit erwirtschaftete Kapital „Überwachungskapital“ (surveillance capital) und entwickelte daraus den Begriff „Überwachungskapitalismus“ (Surveillance capitalism) für das kapitalistische System. Auch merkt sie an, dass der Überwachungskapitalismus durch eine beispiellose Asymmetrie des Wissens für neue Formen sozialer Ungleichheit sorgt, in der wenige „Überwachungskapitalisten“ über viel Macht verfügen, die allerdings nicht transparent und für viele nicht erkennbar ist.
Zuboff stellt ferner fest, dass Daten über das Verhalten der Nutzer einer Software oder eines technischen Gerätes zu sammeln längst nicht mehr nur von den großen Playern des Internets praktiziert wird, sondern bereits integraler Bestandteil von Online-Startups und ihren Applikationen ist.

## Zuboffs Schlussfolgerungen
Zuboff sieht den Überwachungskapitalismus als Teil des informationellen Kapitalismus, den sie nicht grundsätzlich ablehnt. Sie stellt sich auch nicht dagegen, der von den Internetkonzernen geschaffenen Deklaration der digitalen Zukunft durch eine sogenannte Gegen-Deklaration zu begegnen, in der deren Gebaren abgelehnt wird, hält dies aber alleine für nicht ausreichend. Sie befürwortet zusätzlich die Schaffung einer synthetischen Deklaration, in der eine andere, neue Art des Informationskapitalismus entstehen kann. Noch wichtiger: sie plädiert für administrative (wahrscheinlich gesetzliche) Maßnahmen, die dahingehend wirken, dass die Konzerne mit Datensätzen von sensiblen Personendaten nicht nach deren Gutdünken schalten und walten dürfen. Zuboff erkennt, dass durch das Zusammenführen personenbezogener Informationen seitens der Konzerne in Gestalt von Big Data der Mensch gläsern und verwundbar, die Konzerne dagegen sehr mächtig werden, und es zu Verwerfungen kommen muss, wenn besagte Datensätze unreguliert zur Handelsware werden. Regulatorische Eingriffe sollten ihrer Meinung nach Teil der sozialen Ordnung sein, auf demokratischen Prinzipien basieren und den Menschen vor Datenmissbrauch schützen und wertschätzen.
Laut Zuboff ist die Welt in eine vorgutenbergsche Ordnung zurückgefallen. Die demokratisierende Kraft der gutenbergschen Revolution, wo das gemeine Volk am Wissen der Gesellschaft partizipieren könne, ist aufgehoben, da das Wissen, das die großen Konzerne durch KI aus den von ihnen angehäuften Daten ziehen, ihnen privat gehört. Es sei in die Hand einer „kleinen Priesterschaft privat angestellter Computerspezialisten“ geraten, welche es für ihre privaten ökonomischen Interessen einsetzen.
Sie konstatiert aber auch, dass es keinen umfassenden Schutz gegen den instrumentellen Machtmissbrauch innerhalb einer demokratischen Gesellschaft geben könne und dass Gesetze nicht griffen, wenn sich zuvor nicht die öffentliche Meinung geändert habe. Auf den letzten Seiten ihres Werkes „Das Zeitalter des Überwachungskapitalismus“ fordert sie die Zivilgesellschaft auf, „Sand im Getriebe“ zu sein und sich den Mechanismen des Überwachungskapitalismus zu widersetzen. Ihr Glaube an die Wirksamkeit des Widerstandes aus der Zivilgesellschaft heraus beruhe darauf, dass die Bürger der DDR sich seinerzeit auch dem System widersetzten und damit den Mauerfall möglich gemacht haben.
Obwohl auch in den USA die Politik den Konzernen zu Leibe rücke, richtet Zuboff ihre Hoffnung vor allem auf die Gesetzesinitiativen der Europäischen Union, insbesondere den Digital Services Act und den Digital Markets Act.

## Rezeption und Kritik
Im deutschsprachigen Raum wurde Zuboff vor allem bekannt, weil der Herausgeber der Frankfurter Allgemeinen Zeitung, Frank Schirrmacher, in den Jahren 2013 und 2014 Texte von Zuboff in der FAZ veröffentlichte. In seiner ausführlichen Rezension des noch vor der amerikanischen Ausgabe in deutscher Übersetzung erschienenen Buches Das Zeitalter des Überwachungskapitalismus zählt Dirk Hohnsträter im Online-Fachforum Soziopolis zur Stärke des Buches den ausgeprägten Sinn der Autorin für die Macht- und Kommunikationsstrategien einiger weniger Konzerne, die deren beispiellose Dominanz ermöglichen. Kritisch sieht er ihre These von einem totalen Neuentwurf der marktwirtschaftlichen Ordnung.
Im Bereich der Bildungspolitik sieht Matthias Burchardt Tendenzen bestätigt, die Zuboff beschrieben hat. Er kritisiert die Digitalisierungsoffensive Johanna Wankas und den Digitalpakt. Pädagogik werde zur Sozialtechnologie transformiert, erziehungswissenschaftliche Reflexion durch Statistik ersetzt. 2019 beurteilte er Digitalisierung als Teil der Entwicklungstendenz zu einem totalitären Überwachungskapitalismus.
Arno Rolf vergleicht Zuboffs Narrativ der Zerstörung von Demokratie durch Big Data und Künstliche Intelligenz mit Armin Nassehis Narrativ der Mustererkennung in komplexen Gesellschaften. Er kommt zu dem Schluss, dass sich beide Narrative der digitalen Gesellschaft nicht gegenseitig ausschließen, sondern ergänzen.
Trevor Paglen attestierte 2023, dass der Überwachungskapitalismus angesichts künstlich generierter Medien und personalisiertem Targeting vom „PSYOPS-Kapitalismus“ (psyops capitalism) abgelöst werde, in dem öffentliche und private Akteure Menschen nicht nur hyperindividuell analysieren, sondern auch nach Belieben im Kaufverhalten und politischem Engagement steuern könnten.